# 武田哲
武田 哲（たけだ さとる、1964年6月13日 - ）は、日本の政治家。岩手県滝沢市長（1期）。岩手県議会議員（1期）、滝沢市議会議員（2期、市制施行以降前1期含む）を歴任。

## 来歴
岩手県滝沢村（現：滝沢市）出身。玉川大学農学部卒業。家業の農家を継ぎ、合鴨農法を手掛ける。
2011年、滝沢村議会議員選挙に立候補し当選。市政移行後の滝沢市議会議員を含め連続2期務める。
2019年、岩手県議会議員選挙に滝沢選挙区から立候補し無投票で初当選。
2022年11月13日投開票の滝沢市長選挙に自由民主党・公明党の支援を受けて立候補し、現職の主濱了を破り初当選した。